# ألفارو غونزاليز (لاعب كرة قدم مواليد 1984)
ألفارو رافاييل غونزاليز (بالإسبانية: Álvaro Rafael González) ، من مواليد 29 أكتوبر 1981 في مونتيفيديو في أوروغواي، لاعب كرة قدم أوروغوياني ويلعب حالياً مع نادي لاتسيو الإيطالي منذ 2010.

## روابط خارجية
- ألفارو غونزاليز على موقع الاتحاد الدولي (مؤرشف)  (الإنجليزية)
- ألفارو غونزاليز على موقع قاعدة بيانات كرة القدم.إي يو (الإنجليزية)
- ألفارو غونزاليز على موقع ناشيونال فوتبول تيمز (الإنجليزية)
- ألفارو غونزاليز على موقع Soccerbase.com (لاعب) (الإنجليزية)
- ألفارو غونزاليز على موقع Soccerway.com (الإنجليزية)
- ألفارو غونزاليز على موقع عالم كرة القدم.نت (الإنجليزية)
- ألفارو غونزاليز على موقع AS.com (الإسبانية)